# پوئرتو د سانتا ماریا
پوئرتو د سانتا ماریا (به اسپانیایی: El Puerto de Santa María) یک دهستان در اسپانیا است که در استان کادیس واقع شده‌است. پوئرتو د سانتا ماریا ۱۵۹٫۳۴ کیلومتر مربع مساحت و ۸۷٬۶۹۶ نفر جمعیت دارد و هم سطح دریاست.

## خواهرخوانده
شهرهای کورال گیبلز، Santoña، کالپ، Ermoupolis, الکویره و تکسکوکو خواهرخوانده‌های پوئرتو د سانتا ماریا هستند.